# Paatsvuono
Paatsvuono är en del av Enare träsk vid utloppet i Pasvikälven. Den ligger i landskapet Lappland.